# St. Albert—Edmonton
Circonscription électorale fédérale du Canada
St. Albert—Edmonton était une circonscription électorale fédérale canadienne de l'Alberta. Elle comprenait:
- Une partie de la ville d'Edmonton
- La ville de St. Albert

Les circonscriptions limitrophes étaient Edmonton-Ouest, Edmonton-Centre, Edmonton Griesbach, Edmonton Manning et Sturgeon River—Parkland.
À la suite du redécoupage de la carte électorale de 2022, St. Albert—Edmonton est redistribuée dans Edmonton-Nord-Ouest et St. Albert—Sturgeon River.  

## Députés
| Législature                                                    | Années       | Député | Député         | Parti        |
| -------------------------------------------------------------- | ------------ | ------ | -------------- | ------------ |
| St. Albert—Edmonton issue d'une partie de Edmonton—St. Albert  |              |        |                |              |
| 42e                                                            | 2015–2019    |        | Michael Cooper | Conservateur |
| 43e                                                            | 2019–2021    |        | Michael Cooper | Conservateur |
| 44e                                                            | 2021–Présent |        | Michael Cooper | Conservateur |
| dissoute dans Edmonton-Nord-Ouest et St. Albert—Sturgeon River |              |        |                |              |

## Résultats électoraux
|       | Candidat          | Parti        | # de voix | % des voix |
|       | Michael Cooper    | Conservateur | +26 783,  | 45,24 %    |
|       | Beatrice Ghettuba | Libéral      | +13 343,  | 22,54 %    |
|       | Darlene Malayko   | NPD          | +06 609,  | 11,16 %    |
|       | Andrea Oldham     | Vert         | +00821,   | 1,39 %     |
|       | Brent Rathgeber   | Indépendant  | +11 652,  | 19,68 %    |
| Total | Total             | Total        | 59 208    | 100 %      |